# Lohnsitz (Tirschenreuth)
Lohnsitz ist ein Gemeindeteil der Kreisstadt Tirschenreuth in der Oberpfalz. Das Dorf liegt auf der Gemarkung Matzersreuth zwei Kilometer östlich von Tirschenreuth im Stiftland. Der Ort gehörte zur Gemeinde Matzersreuth, die im Zuge der Gebietsreform in Bayern am 1. Mai 1978 in die Kreisstadt Tirschenreuth eingegliedert wurde.
Lohnsitz wurde erstmals 1224 mit dem Namen „Lonsicz“ erwähnt. Der Name könnte slawischen Ursprungs sein.